# Síndrome de Waterhouse-Friderichsen
La síndrome de Waterhouse-Friderichsen (SWF) es defineix com a insuficiència aguda per sagnat de les glàndules suprarenals, generalment secundària a una infecció bacteriana greu. Rep el seu nom en homenatge al patòleg anglès Rupert Waterhouse (1873-1958) i al pediatre danès Carl Friderichsen (1886-1979), els primers que la van descriure de manera independent a principis del segle XX. En un 75-80% dels casos, és causada per Neisseria meningitidis, però també pot ser produïda per un ampli ventall d'altres bacteris (p. ex. Streptococcus pneumoniae, Haemophilus influenzae, Pseudomonas aeruginosa, Staphylococcus aureus, S. aureus resistent a la meticil·lina, Staphylococcus haemolyticus, Legionella pneumophila, estreptococs del grup A, Klebsiella, Pasteurella multocida, Mycobacterium tuberculosis, Proteus mirabilis, Rickettsia rickettsii, Capnocytophaga canimorsus, i Escherichia coli). Escasses vegades té un origen víric, traumàtic o iatrogènic, o apareix en el context d'una síndrome antifosfolipídica.
La infecció bacteriana comporta una necrosi hemorràgica aguda en una o -amb molta més freqüència- les dues glàndules suprarenals. Es caracteritza per una bacterièmia fulminant que condueix a una sèpsia i ràpidament a insuficiència suprarenal cortical, hipotensió (pressió arterial baixa), xoc, coma, coagulació intravascular disseminada (CID) amb púrpura generalitzada, fracàs multiorgànic i mort, algunes vegades de forma sobtada tant en nens com en adults. La recuperació completa de la funció adrenal després d'una SWF per N. meningitidis és un fet insòlit.
L'asplènia/hiposplènia, congènita o adquirida, és un factor que afavoreix el desenvolupament de la SWF. S'ha descrit la sobredosi de colquicina com a causa no infecciosa d'aquesta síndrome. En individus amb hiperplàsia suprarenal congènita pot ser difícil la identificació clínica d'una SWF. L'hemorràgia neonatal en una o ambdues suprarenals acostuma a ser conseqüència d'un traumatisme obstètric.
En certs casos els símptomes inicials de la SWF, com ara febre, calfreds, vòmits i petèquies, són molt inespecífics i poden dificultar o endarrerir la seva diagnosi. Això, juntament amb la singular velocitat d'evolució del procés sèptic, de vegades fa necessari descartar la concurrència d'una possible negligència mèdica en la causa de la mort. Davant la sospita clínica de SWF d'origen infecciós, la práctica de proves d'imatge mèdica és de gran utilitat per establir precoçment un diagnòstic correcte i iniciar l'administració dels antibiòtics adequats el més aviat possible.